# Dodds River
Der Dodds River ist ein Fluss im äußersten Südwesten des australischen Bundesstaates Tasmanien.

## Geografie
Der rund 14 Kilometer lange Dodds River entspringt an den Südhängen der Folded Range im Norden des Southwest-Nationalparks, südlich des Lake Pedder. Von dort fließt er zunächst nach Südosten, entlang des Nordostrandes der White Monolith Range bis zum Sculptured Mountain. Diesen umfließt er und mündet an seiner Südseite in den Crossing River.